# تمدن فرهنگی رنسانس در ایتالیا
تمدن فرهنگ رنسانس در ایتالیا (به آلمانی: Die Cultur der Renaissance in Italien)، نوشتاری است که در سال ۱۸۶۰ منتشر شده و نگارشی بر روند رنسانس ایتالیا توسط تاریخ‌نگار سوئیسی یاکوب بورکهارت است. همراه با «تاریخ رنسانس در ایتالیا» (Die Geschichte der Renaissance in Italien; 1867) یکی از آثار کلاسیک تاریخ رنسانس محسوب می‌شود.
یک برگردان انگلیسی آن در سال ۱۸۷۸ توسط میدلمور (S.G.C. Middlemore) در دو جلد، در لندن منتشر شد. داوری‌های علمی این نوشته تا اندازهٔ گسترده‌ای توسط بررسی‌های بعدی بنا به گفتهٔ تاریخ‌نگارانی از جمله دزموند سوارد و دیگر تاریخ‌نگاران هنر تأیید شده‌است.
تمدن فرهنگ رنسانس در ایتالیا به شش بخش تقسیم شده‌است:
1. بخش اول: کشور با مفهوم یک اثر هنری
2. قسمت دوم: توسعه فردی
3. بخش سوم: احیای باستان
4. قسمت چهارم: از کشف جهان و انسان
5. قسمت پنجم: جامعه و جشنواره‌ها
6. بخش ششم: اخلاق و دین